# Clem Tillion

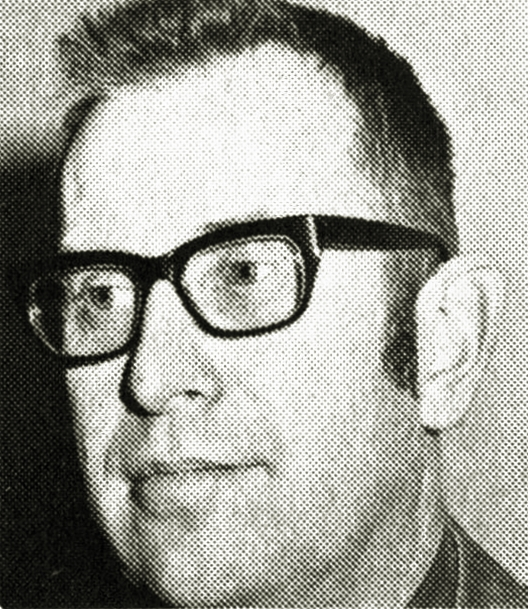
Clem Tillion (1973)

Clement „Clem“ Vincent Tillion Jr. (* 3. Juli 1925 in Brooklyn, New York City; † 13. Oktober 2021 in Halibut Cove, Kenai Peninsula Borough, Alaska) war ein US-amerikanischer Politiker der Republikanischen Partei, der unter anderem zwischen 1980 und 1981 Präsident des Senats von Alaska war.

## Leben
Clement „Clem“ Vincent Tillion Jr. besuchte eine High School in Brooklyn und leistete während des Zweiten Weltkrieges Militärdienst bei der Pioniertruppe der US Navy, den sogenannten „Seabees“. Er war danach als Fischer und Betreiber eines Charterboots in Halibut Cove tätig.
Am 6. November 1962 wurde Tillion für die Republikanische Partei zum Mitglied des Repräsentantenhauses gewählt, des Unterhauses der Alaska State Legislature, und vertrat in diesem nach seinen Wiederwahlen zunächst den Wahlkreis 10th District, nach der Wahl vom 7. November 1972 den Wahlkreis 11th District sowie zuletzt von der Wahl am 5. November 1974 bis zum 20. Januar 1975 den Wahlkreis 13th District. Nach der Ernennung von Bob Palmer zum Stabschef von Gouverneur Jay Hammond wurde er am 20. Januar 1975 als Palmers Nachfolger zum Mitglied des Senats von Alaska ernannt, des Oberhauses der Alaska Legislature, um dessen Wahlzeit für den Wahlkreis District F zu vollenden. Bei der Wahl am 2. November 1976 wurde er für die Republikaner im Wahlkreis District K zum Mitglied des Senats gewählt und gehörte diesem bis zum 12. Januar 1981. Am 2. Januar 1979 wurde er als Nachfolger von John Rader von der Demokratischen Partei schließlich für die elfte Legislaturperiode zum Präsidenten des Senats gewählt und bekleidete dieses Amt bis zu seiner Ablösung durch den Demokraten Jay Kerttula am 12. Januar 1981.
Er engagierte sich ferner als Freimaurer, für die 1983 gegründete National Fish and Wildlife Foundation (NFWF) und andere Naturschutzorganisationen. Zeitweise war er Direktor für Internationale Fischerei und Außenbeziehungen im Büro des Gouverneurs des Staates Alaska, Vorsitzender des Rates für Fischereimanagement im Nordpazifik, Berater der Internationalen Kommission für die Fischerei im Nordpazifik (North Pacific Fisheries Management Council) sowie Mitglied des Nationalen Beratungsausschusses für Ozeane und Atmosphäre (National Advisory Committee on Oceans and Atmosphere). Am 2. Mai 1983 wurde er von US-Präsident Ronald Reagan zum stellvertretenden Kommissar der Nordpazifischen Robben-Kommission (North Pacific Fur Seal Commission) ernannt und löste dort Charles H. Meacham ab. Des Weiteren fungierte er als Vorsitzender der Internationalen Kommission für den Nordpazifik (International North Pacific Commission) und wurde am 23. September 1986 von Präsident Reagan als Nachfolger von Robert M. Thorstenson auch zum US-Kommissar der Internationalen Kommission für die Fischerei im Nordpazifik (International North Pacific Fisheries Commission) berufen.
Aus seiner 1952 geschlossenen Ehe mir Diana Rutzebeck Tillion (1928–20101952) gingen zwei Söhne und zwei Töchter hervor, von denen eine mit dem demokratischen Politiker Sam Cotten (* 1947) verheiratet ist, der Mitglied und Sprecher des Repräsentantenhauses und Mitglied des Senats von Alaska war. Nach seinem Tode wurde er auf dem Tillion Cemetery in Halibut Cove beigesetzt.